# Дез-Арк (Міссурі)
Дез-Арк (англ. Des Arc) — селище (англ. village) в США, в окрузі Айрон штату Міссурі. Населення — 131 особа (2020).

## Географія
Дез-Арк розташований за координатами 37°16′59″ пн. ш. 90°38′10″ зх. д. / 37.28306° пн. ш. 90.63611° зх. д. (37.283187, -90.636051).  За даними Бюро перепису населення США в 2010 році селище мало площу 0,55 км², з яких 0,55 км² — суходіл та 0,00 км² — водойми.

## Демографія
Згідно з переписом 2010 року, у селищі мешкало 177 осіб у 68 домогосподарствах у складі 46 родин. Густота населення становила 321 особа/км².  Було 86 помешкань (156/км²).
Расовий склад населення:
| - 94,9 % — білих - 1,7 % — чорних або афроамериканців - 0,6 % — корінних американців |

До двох чи більше рас належало 2,8 %. Частка іспаномовних становила 0,0 % від усіх жителів.
За віковим діапазоном населення розподілялося таким чином: 28,2 % — особи молодші 18 років, 58,2 % — особи у віці 18—64 років, 13,6 % — особи у віці 65 років та старші. Медіана віку мешканця становила 40,1 року. На 100 осіб жіночої статі у селищі припадало 92,4 чоловіків;  на 100 жінок у віці від 18 років та старших — 98,4 чоловіків також старших 18 років.
Середній дохід на одне домашнє господарство  становив 31 999 доларів США (медіана — 26 750), а середній дохід на одну сім'ю — 32 662 долари (медіана — 30 417). За межею бідності перебувало 27,6 % осіб, у тому числі 60,0 % дітей у віці до 18 років та 0,0 % осіб у віці 65 років та старших.
Цивільне працевлаштоване населення становило 46 осіб. Основні галузі зайнятості: освіта, охорона здоров'я та соціальна допомога — 32,6 %, будівництво — 21,7 %, транспорт — 10,9 %, роздрібна торгівля — 10,9 %.